# Huella de Pilauco

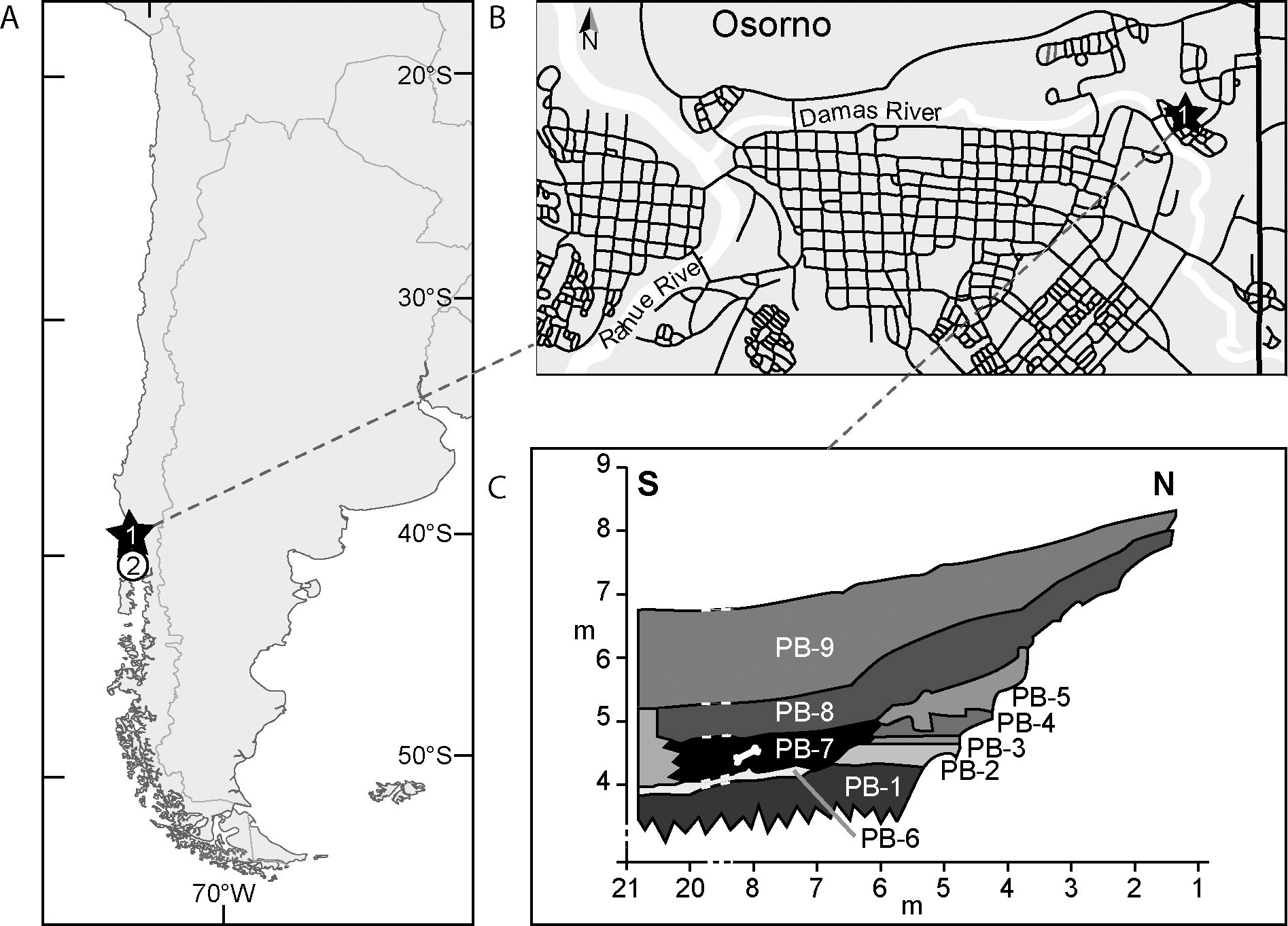
Pilauco, Chile. Estratigrafía del sitio.

La huella de Pilauco es una huella fosilizada correspondiente a un pie de un humano anatómicamente moderno. Fue hallada en las afueras de la ciudad de Osorno, región de Los Lagos ,sur de Chile en el año 2010, en el sitio arqueológico de Pilauco Bajo; y de acuerdo a los estudios científicos, correspondía a la huella humana más antigua encontrada en América, incluida la datación de las huellas del Lago Otero en White Sands, Nuevo México.

## Hallazgo
Debido a los trabajos de excavación realizados en un yacimiento paleontológico por un equipo interdisciplinario del Instituto de Ciencias de la Tierra de la Universidad Austral de Chile en el sector de Pilauco Bajo, en la comuna de Osorno, Región de Los Lagos, la paleontóloga Karen Moreno y el geólogo Mario Pino, ambos científicos de nacionalidad chilena, encontraron junto a una vivienda cercana al área de excavaciones, los restos de la huella.

## Análisis científico
Estudios científicos lograron determinar la antigüedad de la huella en abril de 2019, gracias al examen de restos orgánicos vegetales en su interior, los que permitieron a través de un análisis de datación por radiocarbono, saber con mayor precisión que esa pisada humana fue hecha hace 15.600 años, en la época del Pleistoceno tardío, siendo posteriormente fosilizada con el paso natural del tiempo.

La edad de la huella está limitada por siete edades que oscilan entre 13.195 y 12.735 años 14C BP. Por lo tanto, de acuerdo con las edades de probabilidad media, es seguro decir que la huella de Pilauco es de alrededor de 15.600 cal año BP.

14C year Before Present= (14C yr BP)= Carbono 14, año, antes del presente (AP, en español); 14.600 cal yr BP= calibrado, año, AP, (en español).
La morfología de la huella corresponde a una pisada en el barro hecha por la anatomía de un hombre adulto, perteneciente a la icnoespecie Hominipes modernus, de aproximadamente 70 kg.